# Changhua
Changhua (chinesisch 彰化市, Pinyin Zhānghuà Shì, Tongyong Pinyin Jhanghuà Shìh, W.-G. Chang-hua Shih, Pe̍h-ōe-jī Chiong-hòa-Chhī) ist eine Stadt mit etwa 224.000 Einwohnern (September 2024) im Westen Taiwans, Republik China. Sie ist Hauptstadt des Landkreises Changhua.

## Lage
Changhua liegt am nordwestlichen Fuß der in Nord-Süd-Richtung verlaufenden Bagua-Hügelkette. Westlich und südwestlich der Stadt erstreckt sich die bis zur etwa 15 km entfernten Formosastraße reichende Changhua-Ebene. Die nordöstliche Stadtgrenze bildet der Dadu-Fluss.
In Changhua kreuzen sich die Autobahnen Nationalstraße 1 und Nationalstraße 3, die beiden wichtigsten Nord-Süd-Straßen Taiwans. Die Stadt verfügt über einen Bahnhof an der Hauptstrecke der Taiwanischen Eisenbahn. Die Trasse der Taiwan High Speed Rail streift das Stadtgebiet im Osten, deren Bahnhof Taichung befindet sich in der nordöstlichen Nachbargemeinde Wuri.

## Sehenswürdigkeiten

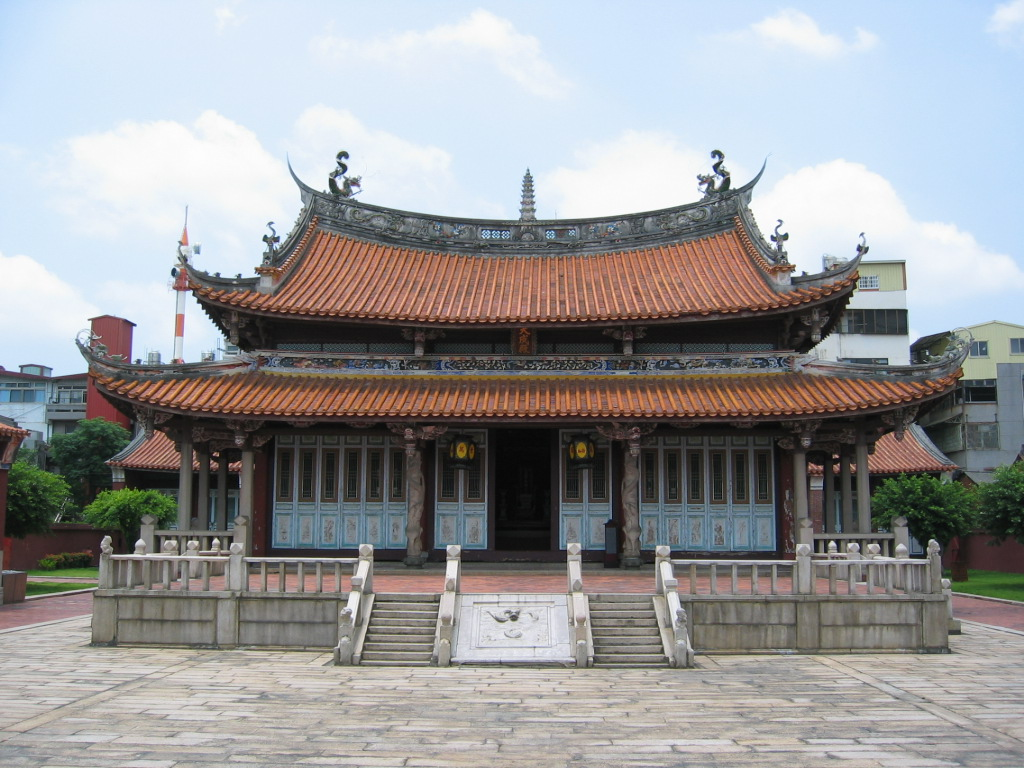
Konfuziustempel Changhua

Wahrzeichen Changhuas ist die weithin sichtbare 26 Meter hohe Buddha-Statue auf dem etwa 70 Meter hohen Bagua-Berg im Osten des Stadtzentrums. Der 1726 errichtete Konfuzius-Tempel gehört zu den ältesten auf Taiwan.

## Geschichte
Changhua stand lange im Schatten der westlich gelegenen Hafenstadt Lukang, die bis zu Beginn des 20. Jahrhunderts zu den größten und wichtigsten Städten Taiwans gehörte. Um 1900 während der japanischen Herrschaft über Taiwan war Changhua Sitz einer Präfektur, die später in der Präfektur Taichū (Taichung) aufging.
Unter der Republik China erhielt Changhua 1945 zunächst den Status einer kreisfreien Stadt, 1951 wurde sie in den Landkreis Changhua eingegliedert und ist seitdem dessen Hauptstadt.
Seit 1971 besteht in der Stadt die Pädagogische Universität Changhua und seit 2004 die Technische Chienkuo-Universität.

## Söhne und Töchter der Stadt
- Zhang Kehui (1928–2024), Politiker
- Hsu Yu-hsiou (* 1999), Tennisspieler